# Демарино
Дема́рино — село в Пластовском районе Челябинской области. Административный центр Демаринского сельского поселения.

## География
Расположено на берегу реки Кабанка. Ближайшие населённые пункты: сёла Михайловка и Кочкарь. Расстояние до районного центра, города Пласта 19 км.

## История
Село основано в 1753 году под названием «сельцо Кабанское Агафьино тож»
В 1776 его и окрестные земли приобрел полковник О. Х. де Марин.
С середины 19 века село носит современное  название.
Во 2-й половине 19 века Демарино с лесными угодьями приобрел А. Ф. Поклевский-Козелл.
В 1890 открылась церковь во имя Св. благоверного кн. Александра Невского (в 1945 в ней разместился сельский клуб).
В 1930 появился — колхоз «Красный партизан». В 1932 построена МТС. 
В 1961 Демарино стал центральной усадьбой совхоза «Пластовский». 
В 1968 г. в состав села включен посёлок при бывшей центральной усадьбе РТС. 

## Население
| 2002 | 2010  |
| ---- | ----- |
| 1042 | ↗1049 |

Гендерный состав
По данным Всероссийской переписи 2010 года численность населения села составляла 1049 человек (456 мужчин и 593 женщины).

## Улицы
Уличная сеть села состоит из 9 улиц и 5 переулков.

## Инфраструктура
- МКОУ Школа № 15

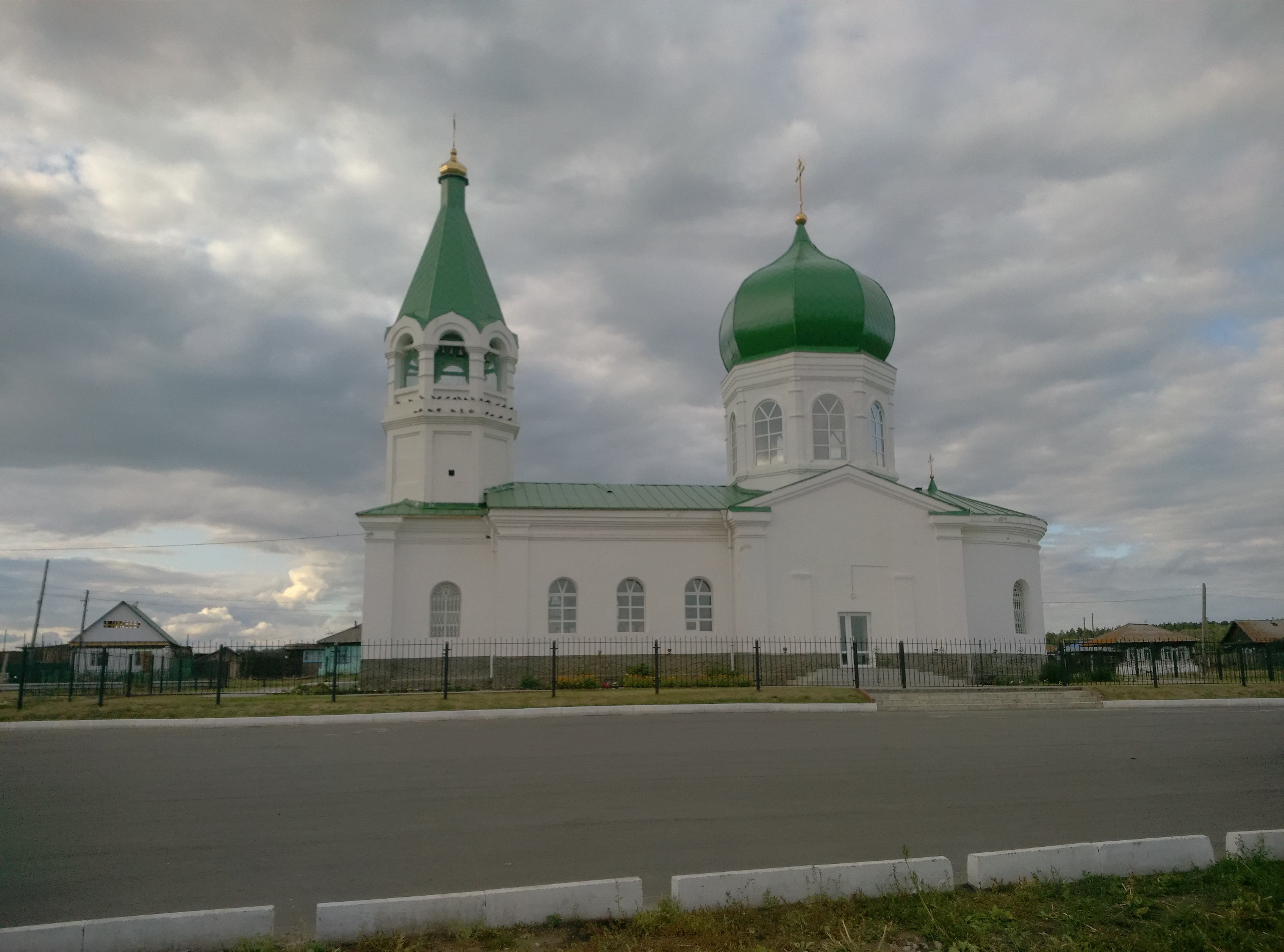
Церковь Александра Невского

- МКДОУ детский сад № 18 с. Демарино

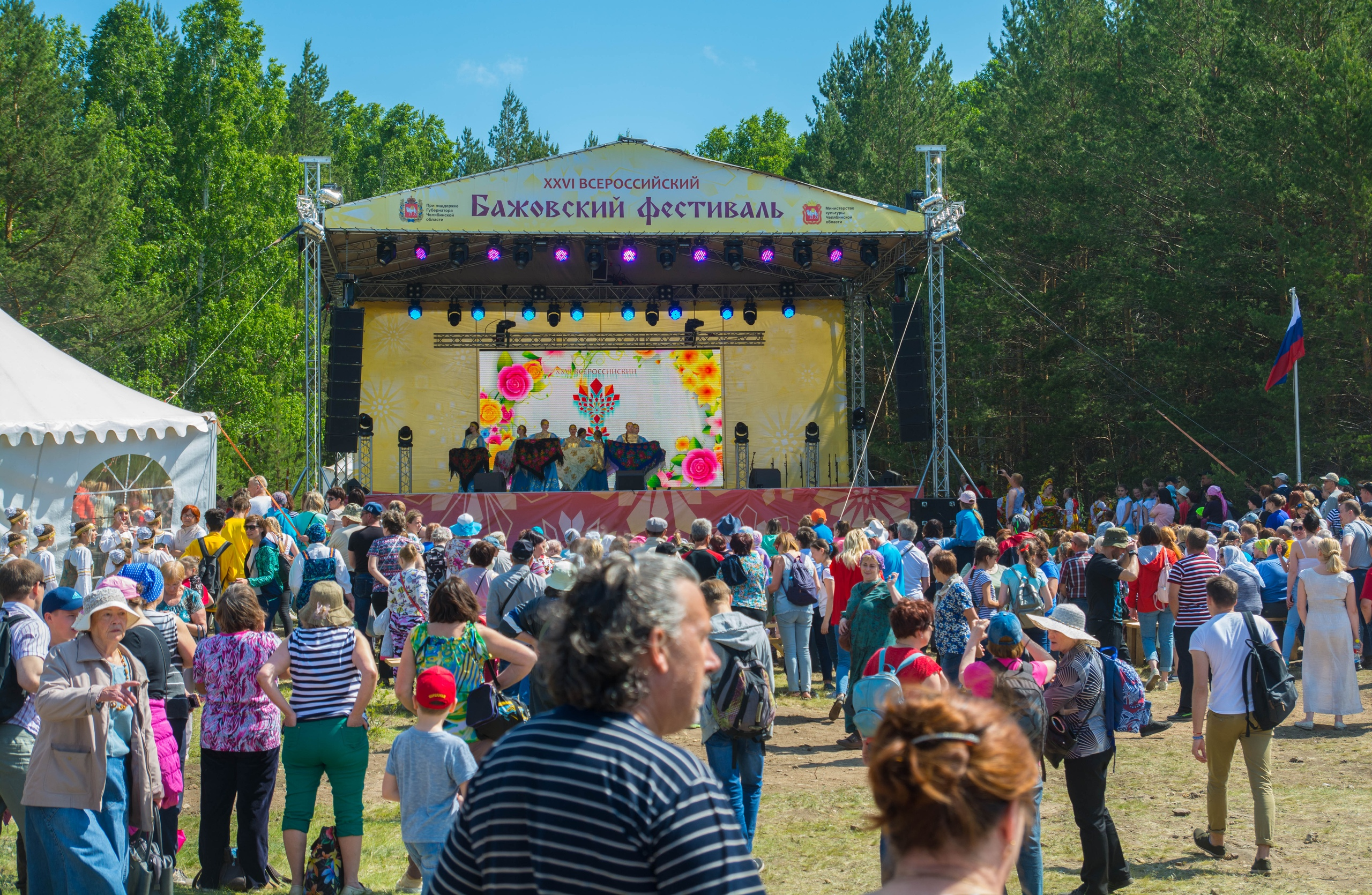
На Бажовском фестивале 2018 года

- Пожарная часть
- Церковь Александра Невского
- ФАП
- Дом культуры Прометей

## Достопримечательность
- Демариниский бор[5]
- Демаринский водопад -  каскадный водопад от реки Кабанка, высота падения воды около 10 метров [6][7].
- Не далеко от села с 2018 года проходит Бажовский фестиваль [8].